# Deutsches Theatermuseum Meiningen

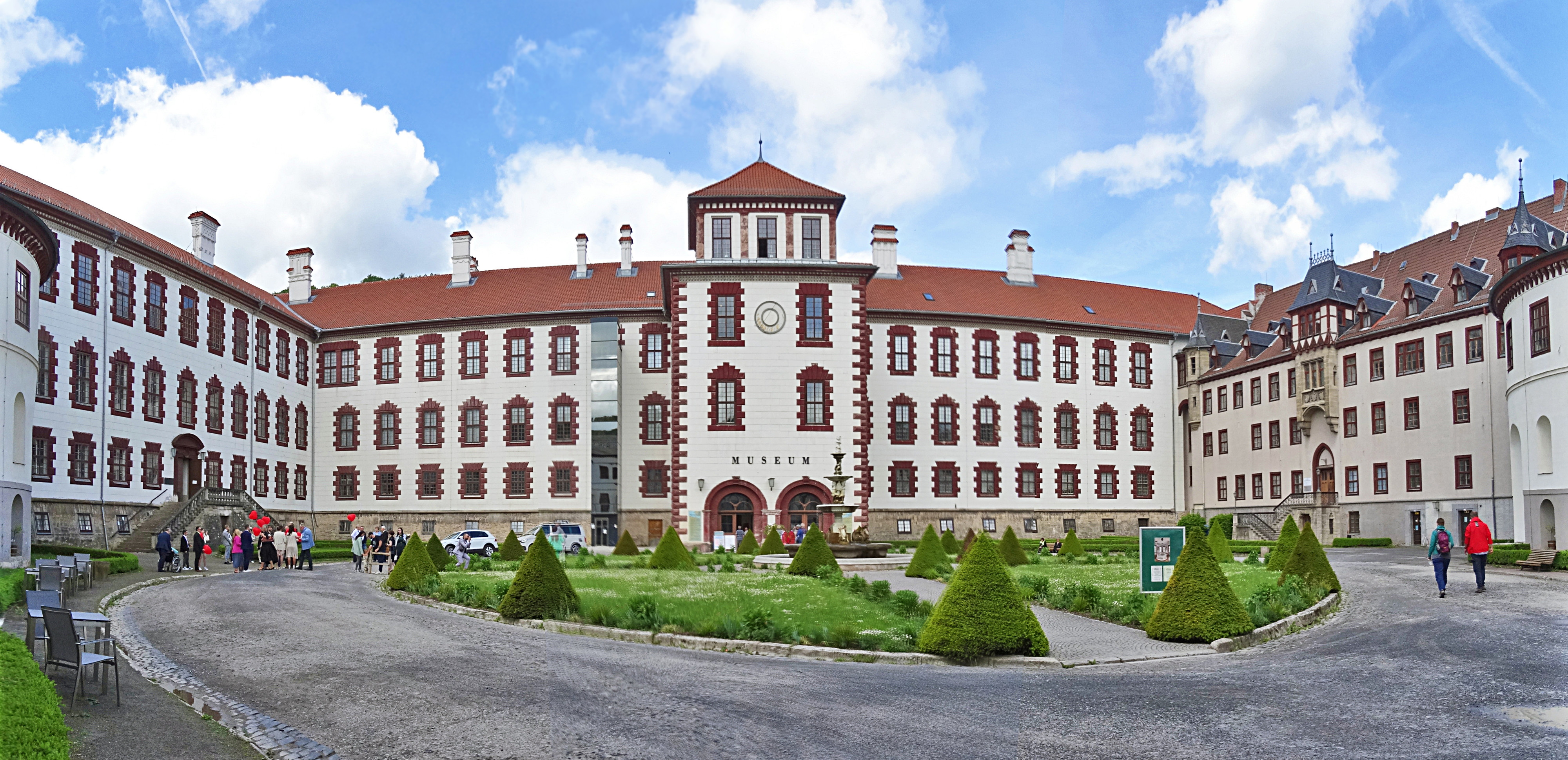
Schloss Elisabethenburg, links der Südflügel, in dem ein großer Teil des Theatermuseums entsteht.

Das Deutsche Theatermuseum Meiningen ist ein in der Entwicklung befindliches Theatermuseum  in der Kreisstadt Meiningen. Das Museum soll mit einer Dauerausstellung ein Erlebnisort für deutsche Theatergeschichte der letzten 500 Jahre werden. Es soll des Weiteren als Verbundprojekt der bestehenden deutschen Theatermuseen und Forschungseinrichtungen dienen. Zur Errichtung des Museums hat der Haushaltsausschuss des Bundestages am 25. September 2024 im Rahmen des Bundesförderprogramms „Investitionen in national bedeutsame Kultureinrichtungen in Deutschland“ 3,5 Millionen Euro bewilligt. Die komplette Fertigstellung und Eröffnung ist für 2029 vorgesehen.

## Beschreibung
Das Museum wird sich im Schloss Elisabethenburg sowie in der benachbarten einstigen herzoglichen Reithalle befinden. Hier residierten von 1680 bis 1918 die Herzöge von Sachsen-Meiningen. Das Schloss war der Ort, wo im 19. Jahrhundert Herzog Georg II. von Sachsen-Meiningen gemeinsam mit seiner Frau Helene Freifrau von Heldburg und dem Intendanten Ludwig Chronegk mit der Entwicklung des modernen Regietheaters eine tiefgreifende Theaterreform durchführten. In den im Hauptflügel des Schlosses ansässigen Meininger Museen gibt es bereits eine Abteilung zur Meininger Theatergeschichte. In der Reithalle befindet sich seit 2000 das Theatermuseum Meiningen, in dem historische Bühnenprospekte des Meininger Hoftheaters in wechselnden Ausstellungen präsentiert werden, die in der Reisezeit der Meininger von 1874 bis 1890 und anschließend bis Anfang des 20. Jahrhunderts entstanden sind. Die in der Stadt vorhandenen Einrichtungen und die Einbindung bereits bestehender deutscher Theatermuseen, darunter das Deutsche Theatermuseum München, werden die Grundlage für das Deutsche Theatermuseum Meiningen bilden.
Das Museum wird im Riesensaal als Kern- und Mittelpunkt und in zahlreichen ehemaligen herzoglichen Gemächern im Südflügel des Schlosses sowie in der Reithalle eingerichtet. Mit den drei Bereichen „Riesensaal“, „Herzogliche Gemächer“ und „Reithalle“ wird es eine 1210 Quadratmeter große Ausstellungsfläche besitzen. Der Riesensaal wurde von 1692 bis 1831 bis zur Eröffnung des ersten Meininger Theatergebäudes bereits als Liebhabertheater genutzt. Das Deutsche Theatermuseum Meiningen wird über eine umfangreiche Sammlung an historischen Kostümen, Bühnenbildern und Requisiten verfügen. Des Weiteren sollen Wechselausstellungen in Meiningen und bundesweit in anderen Orten durchgeführt werden.

## Geschichte
Der Direktor der Meininger Museen Philipp Adlung gab Anfang 2023 den Anstoß für die Einrichtung eines Deutschen Theatermuseums in Meiningen. Anders als für Literatur, Kunst und Musik gibt es in Deutschland bisher noch kein Museum, in dem die gesamte deutsche Theatergeschichte umfassend und systematisch dargestellt wird. Meiningen bietet wegen seiner bedeutenden Kultur- und Theatergeschichte und den bereits vorhandenen Einrichtungen mit ihren Fundus und Archiven den idealen Standort für das Museum. Die Finanzierung soll vom Bund und dem Land Thüringen erfolgen. Im April 2024 erklärte das Thüringer Wirtschaftsministerium schriftlich, das Projekt je nach Höhe der Bewilligung durch den Bund mit drei bis fünf Millionen Euro zu fördern. Am 25. September 2024 bewilligte der Haushaltsausschuss des Bundestages 3,5 Millionen Euro für das Deutsche Theatermuseum Meiningen. Die Bauplanung erfolgt 2025/2026, die Umsetzung von Bau und Ausstellung soll von 2026 bis 2029 realisiert werden.